# Jean-Jacques Crèvecœur
Pour les articles homonymes, voir Crèvecœur.
Jean-Jacques Crèvecœur, né le 2 mai 1961 à Tirlemont en Belgique, est un conspirationniste belge. Hostile à toute forme de vaccination, il voit dans la pandémie de Covid-19 une « manipulation monumentale » sur la base d'un virus « fabriqué en laboratoire » et destiné à « tester notre docilité » dans le but « d'installer une dictature mondiale ».
En France, la Mission interministérielle de vigilance et de lutte contre les dérives sectaires l'inscrit régulièrement dans ses rapports sur les dérives sectaires.

## Biographie
Il a fait des études en physique quantique théorique à l’Université de Namur.
En 2008, il produit un film documentaire Seul contre tous sur la vie de Ryke Geerd Hamer et la nouvelle médecine germanique. Il est également scénariste.

### Réseaux sociaux et vidéaste web
Le 30 juillet 2020, sa chaîne est supprimée par YouTube,, laquelle compte plus de 205 000 abonnés au 2 juillet 2020. Il publie ensuite sur Odysee,. Il est un contributeur régulier de l'émission L'info en question avec Christian Tal Schaller, Chloé Frammery et Salim Laïbi.
En juillet 2021, son compte Facebook est supprimé. Il comptait alors 360 000 abonnés.

## Théories conspirationnistes
En 1997, son nom apparaît dans des travaux parlementaires belges relatifs aux « pratiques illégales des organisations sectaires nuisibles ».
En 2009, lors de la grippe A (H1N1), il s'oppose aux campagnes de vaccination du Canada. Crèvecoeur en parle comme d'une « arme bactériologique déguisée en vaccin » et accuse le gouvernement américain de préparer un « génocide » en déclarant « Pourquoi des centaines de milliers de cercueils sont-ils entreposés dans tous les États américains et pourquoi des fosses communes ont été creusées dans chaque district ? ». Ses théories font partie d'une vague antivaccins sur internet.
Hostile à la vaccination,, Jean-Jacques Crèvecœur apporte son soutien aux travaux du docteur Ryke Geerd Hamer, condamné pour exercice illégal de la médecine et mise en danger de la vie d’autrui ; en outre, ses pratiques ont été qualifiées par plusieurs rapports parlementaires de « déviances sectaires ». En France, ce soutien se traduit par l'attention portée à Jean-Jacques Crèvecœur de la part de la Mission interministérielle de vigilance et de lutte contre les dérives sectaires (Miviludes). En 2012, il fait l'objet d'une communication du ministère de l'Intérieur au maire d'une commune française lors d'un salon sur les médecines naturelles où il doit donner une conférence,.
Selon Conspiracy Watch, il est également proche de Guylaine Lanctôt, une ex-médecin québécoise engagée dans la promotion de la médecine non conventionnelle[réf. incomplète].
Sur sa chaîne YouTube homonyme, il promeut la théorie du CoronaGates,. Selon lui, « l'épidémie actuelle correspond à la mise en place d'une « dictature 3.0 » afin de nous vendre des vaccins au bénéfice de Bill Gates, et de nous injecter un « gel nanotechnologique » pour nous identifier numériquement, grâce à la 5G ». Chaque semaine, il diffuse les « conversations du lundi ».
En avril 2020, AFP Factuel publie le fact-checking de l'une de ses vidéos contenant « au moins cinq affirmations fausses ou trompeuses ».
En mai 2020, en compagnie de Thierry Casasnovas, Christian Tal Schaller et Silvano Trotta, Jean-Jacques Crèvecœur professe l'idée que l'accident aérien de 2010 qui a coûté la vie au président polonais, Lech Kaczyński, a été en réalité causé en sous-main par l'Organisation mondiale de la santé.
Selon la RTBF, Jean-Jacques Crèvecoeur fait partie des « gourous adeptes des théories du complot ».
Selon Libération, en mai 2022, il dénonce les Juifs, qu'il désigne avec le dog whistle « descendants des Khazars », comme étant à l'origine d'une prétendue fraude lors de l'élection présidentielle française.
En octobre 2023 est diffusé un documentaire Arte d'Aude Favre, Citizen Facts, consacré au complotiste, qui met en lumière l'absence de vérification de ses affirmations concernant plusieurs complots, ce documentaire annonce aussi la fermeture de sa chaîne YouTube,.

## Fondation pour la défense des droits et libertés du peuple

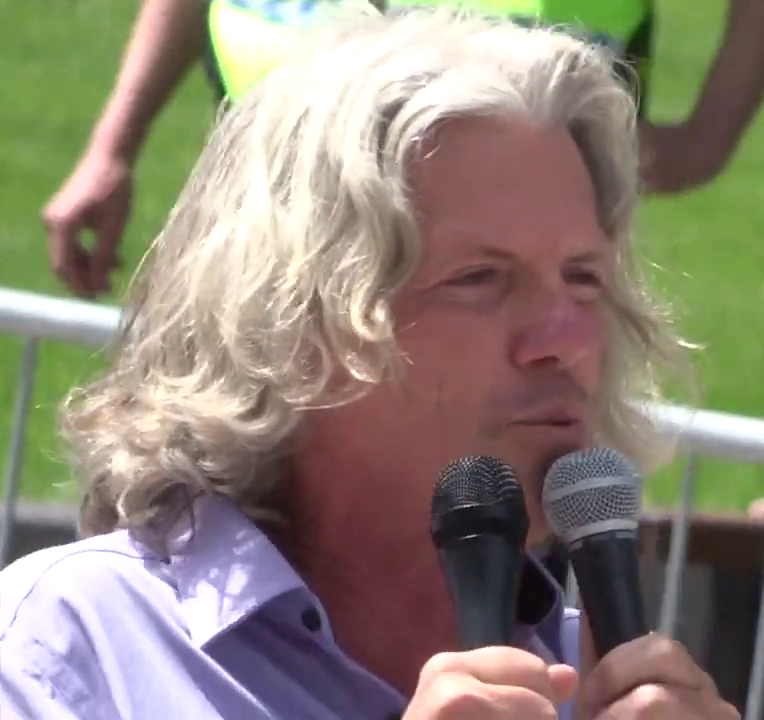
Jean-Jacques Crèvecœur faisant un discours contre la loi 61 au Québec.

Le 8 juin 2020, la Fondation pour la défense des droits et libertés du peuple, dont il est un des administrateurs, dépose une plainte contre le gouvernement du Québec pour dénoncer les mesures de confinement durant la pandémie de Covid-19. D'après eux, la Covid-19 serait un « prétexte pour nous conditionner à la docilité et à la répression policière » et pour imposer des lois qui vont à l'encontre des libertés citoyennes ; le SRAS-CoV-2 serait un « coup d'État international d'une clique de puissants malfrats contre les peuples du monde » ; les gouvernements voudraient rendre obligatoire le vaccin contre la Covid-19, qui créera d'ailleurs des « humains génétiquement modifiés » ; l'OMS serait dirigée par un ancien criminel de guerre et financée par le multimilliardaire Bill Gates, qui s'enrichit grâce à la fabrication de vaccins ; les manifestations en cours contre le racisme ne seraient que de la « diversion » des gouvernements ; les médias, à la solde du gouvernement, corrompus, enverraient un message qui est « faux » à la population.
Début juillet, Guy Bertrand, l'avocat de la Fondation, se dissocie de la procédure estimant avoir été trahi et manipulé par ses clients.
Mi-juillet 2020, le groupe publie de faux formulaires d'« exemption de port de masque ». Le document porte le logo la Commission canadienne des droits de la personne qui s'insurge contre cette désinformation.

## Filmographie
- Corps et âmes, court-métrage de Ian Jaquier (2005) - scénariste
- Seul contre tous - La vie et l’œuvre du docteur R.G. Hamer, documentaire (DVD 2008) - réalisateur

## Publications
- De l'amour du pouvoir à la puissance de l'amour, Le Tro, 1993 (ISBN 978-2930077017).
- Évoluer pour guérir, t. 1, Équinoxe 21, 3 septembre 1999 (ISBN 978-2874120015).
- Être pleinement soi-même : Vivre une relation authentique avec soi et les autres (en collaboration avec Ananou Thiran), Éditions Jouvence, 11 février 2000, 272 p. (ISBN 978-2883531949).
- Les enfants de l'autonomie : Aidez vos enfants à développer leur potentiel relationnel et émotionnel (en collaboration avec Ananou Thiran), Éditions Jouvence, 14 mars 2000, 320 p. (ISBN 978-2883531963).
- Le Couple en éveil (en collaboration avec Ananou Thiran), Éditions Jouvence, 18 avril 2000, 272 p. (ISBN 978-2883531932).
- Le Langage de la guérison : Retrouvez la maîtrise de votre équilibre et de votre santé (en collaboration avec Ananou Thiran), Éditions Jouvence, 16 octobre 2000 (ISBN 978-2883532045).
- Dynamique de la réussite : Une stratégie pour les entreprises apprenantes, Le Troisième Iris, 2002 (ISBN 978-2930077048).
- Prenez soin de vous, n'attendez pas que les autres le fassent !, Éditions Jouvence, 14 juin 2004, 480 p. (ISBN 978-2883533578).
- Relations et Jeux de pouvoir (préf. Paule Salomon), Éditions Jouvence, 29 novembre 2019 (ISBN 978-2889532506).

### Préfaces
- Préface du livre de Léon Renard, Le cancer apprivoisé : Les ressources insoupçonnées de l'être humain, Quintessence, 22 mars 2006, 254 p. (ISBN 978-2913281530).
- Préface du livre de Vadim Zeland, Transurfing, modèle quantique de développement personnel : En avant dans le passé, t. 3, Exergue, 1er mars 2012, 300 p. (ISBN 978-2-36188-049-1).